# 京都府道129号花園停車場大将軍線
京都府道129号花園停車場大将軍線（きょうとふどう129ごう はなぞのていしゃじょうたいしょうぐんせん）は、京都府京都市右京区から京都市中京区に至る一般府道である。

## 概要
京都市右京区花園寺ノ前町から京都市中京区西ノ京中保町に至る。別名、妙心寺道・上ノ下立売通。

### 路線データ
- 起点：京都市右京区花園寺ノ前町（妙心寺前交差点、京都市道187号鹿ヶ谷嵐山線交点）
- 終点：京都市右京区西ノ京中保町（西大路妙心寺道交差点、京都市道181号京都環状線交点）

## 路線状況

### 別名
- 妙心寺道
- 上ノ下立売通

## 地理

### 通過する自治体
- 京都市（右京区 - 中京区）

### 交差する道路
| 交差する道路                         | 市町村名 | 市町村名 | 交差する場所 | 交差する場所                |
| ------------------------------------ | -------- | -------- | ------------ | --------------------------- |
| 京都市道187号鹿ヶ谷嵐山線 / 丸太町通 | 京都市   | 右京区   | 花園寺ノ前町 | 妙心寺前交差点 / 起点       |
| 京都市道181号京都環状線 / 西大路通   | 京都市   | 中京区   | 西ノ京中保町 | 西大路妙心寺道交差点 / 終点 |

### 沿線
- JR西日本山陰本線 花園駅
- 京都花園郵便局
- 妙心寺
- 学校法人花園学園 花園中学校・高等学校
- 京都府立山城高等学校
- 京都府立体育館
- 京都西ノ京伯楽郵便局
- 京都市立北野中学校